# Xian de Panshan
Le xian de Panshan (盘山县 ; pinyin : Pánshān Xiàn) est un district administratif de la province du Liaoning en Chine. Il est placé sous la juridiction de la ville-préfecture de Panjin et administre 9 villes et 5 communes rurales:
- Villes: Taiping (太平镇), Hujia (胡家镇), Gaosheng (高升镇), Guchengzi (古城子镇), Shaling (沙岭镇), Baqiangzi (坝墙子镇), Yangjuanzi (羊圈子镇), Dongguo (东郭镇), Shixin (石新镇), Wujia (吴家镇)

- Communes rurales: Lujia (陆家乡), Tianshui (甜水乡), Dahuang (大荒乡), Chenjia (陈家乡)

## Démographie
La population du district était de 278 884 habitants en 1999.